# Gobierno de Francia
El Gobierno de Francia (francés: Gouvernement français), oficialmente el Gobierno de la República Francesa (Gouvernement de la République française [ɡuvɛʁnəmɑ̃ də la ʁepyblik fʁɑ̃sɛz]), ejerce el poder ejecutivo en la República Francesa.
Está compuesto por el primer ministro, que es el jefe de gobierno, así como por los ministros de alto y bajo rango. El Consejo de Ministros, principal órgano ejecutivo del Gobierno, fue establecido en la Constitución de 1958. Sus miembros se reúnen semanalmente en el Palacio del Elíseo de París. Las reuniones están presididas por el Presidente de Francia, el jefe del Estado, aunque este no es miembro del Gobierno.
Los ministros de mayor rango del Gobierno se denominan ministros de Estado (ministres d'État), seguidos, por orden protocolario, de ministros (ministres), ministros delegados (ministres délégués), mientras que los ministros de menor rango se denominan secretarios de Estado (secrétaires d'État). Todos los miembros del Gobierno, que son nombrados por el presidente a propuesta del primer ministro, son responsables ante la Asamblea Nacional, la cámara baja del Parlamento francés. Los casos de mala conducta ministerial se juzgan ante el Tribunal de Justicia de la República.

## Composición y formación
|                            |                                 |
| Emmanuel Macron Presidente | François Bayrou Primer ministro |

Todos los miembros del gobierno francés son nombrados por el presidente de la República, con el asesoramiento del primer ministro. Los miembros del gobierno se clasifican en un orden preciso, que se establece en el momento de la formación del gobierno. En esta jerarquía, el primer ministro es el jefe del gobierno. Es nombrado por el presidente de la República. Aunque el presidente es constitucionalmente libre de nombrar a quien quiera, en la práctica debe designar a un candidato que refleje la voluntad de la mayoría de la Asamblea Nacional, ya que el gobierno es responsable ante el Parlamento francés. Tras ser nombrado para dirigir un gobierno, el primer ministro nominado debe proponer una lista de ministros al presidente. El presidente puede aceptar o rechazar estos ministros propuestos. Los ministros se clasifican según su importancia:
- Los ministros de Estado (en francés: ministres d'État) son ministros de alto rango y forman parte del Consejo de Ministros. Se trata de un rango honorífico, concedido a algunos ministros como signo de prestigio.
- Los Ministros (en francés: Ministres) son ministros de alto rango y son miembros del Consejo de Ministros. Dirigen los ministerios del gobierno.
- Los secretarios de Estado (en francés: secrétaires d'État) son ministros menores. Es el rango más bajo de la jerarquía ministerial francesa. Los secretarios trabajan directamente bajo un ministro, o a veces directamente bajo el primer ministro. Aunque el Consejo de Ministros no incluye a los secretarios de Estado como miembros, éstos pueden asistir a las reuniones del Consejo si su cartera está en discusión.

## Funciones
Según la Constitución de la V República francesa, el Gobierno dirige y decide la política de la nación. En la práctica, el gobierno redacta los proyectos de ley que se presentan al parlamento, y también redacta y emite decretos. Todas las decisiones políticas tomadas por el gobierno deben ser registradas en la gaceta del

### Consejo de Ministros
El Consejo de Ministros (francés: Conseil des ministres) está establecido por la Constitución. Está compuesto únicamente por los ministros principales, aunque algunos secretarios de Estado pueden asistir a las reuniones del Consejo. El Consejo de Ministros está presidido por el presidente de la república, a diferencia del Gobierno, pero sigue siendo dirigido por el primer ministro, que se titulaba oficialmente como presidente del Consejo de Ministros (francés: président du Conseil des ministres) durante la Tercera y la Cuarta República.
Todos los proyectos de ley y algunos decretos deben ser aprobados por el Consejo de Ministros. Además, es el Consejo de Ministros el que define la dirección política colectiva del gobierno y adopta las medidas prácticas para aplicar esa dirección. Además de redactar y aplicar la política, el gobierno es responsable de la defensa nacional y dirige las acciones de las Fuerzas Armadas francesas. El funcionamiento del gobierno de Francia se basa en el principio de colegialidad.
Las reuniones del Consejo de Ministros se celebran todos los miércoles por la mañana en el Palacio del Elíseo. Están presididas por el presidente de la República, que promueve la solidaridad y la colegialidad entre los ministros del Gobierno. Estas reuniones siguen un formato establecido. En la primera parte de la reunión, el Consejo delibera sobre proyectos de ley de interés general, ordenanzas y decretos. En la segunda parte, el Consejo discute las decisiones individuales de cada ministro sobre el nombramiento de altos funcionarios. En la tercera parte, normalmente, un ministro hace una presentación sobre alguna reforma o proyecto que esté dirigiendo, o el presidente pide consejo a los ministros sobre algún tema. Además, el ministro de Asuntos Exteriores proporciona al Consejo información semanal sobre cuestiones internacionales importantes.

### Ministerios
La mayor parte del trabajo del gobierno, sin embargo, se realiza en otro lugar. Gran parte de él lo realiza cada ministerio individualmente, bajo la dirección del ministro responsable de ese ministerio. Cada uno de los ministros tiene su propio personal, llamado "gabinete ministerial" (en francés: Cabinet ministériel). Cada gabinete ministerial se compone de entre diez y veinte miembros, que son designados por los políticos. Los miembros del gabinete asisten al ministro en la gestión del ministerio. Los miembros de los gabinetes ministeriales son figuras poderosas dentro del gobierno y trabajan tanto en la esfera política como en la administrativa. La jerarquía en cada gabinete ministerial la determina el ministro. Los grupos de trabajo formados por representantes de varios ministerios son habituales. El primer ministro tiene la obligación de supervisar estas reuniones interministeriales y de garantizar que el trabajo del gobierno se realice con eficacia y eficiencia.

### Presupuesto
El gobierno es responsable de la política económica y financiera de la República Francesa, debe autorizar todos los gastos realizados por cada ministerio y también gestionar todos los ingresos. Los gastos se realizan a través de lo que se denomina "ley de finanzas" (en francés: Loi des Finances), que equivale a un proyecto de ley de créditos. Cada ministro debe preparar anualmente una lista de solicitudes de fondos y presentarla al Ministerio de Presupuestos. Este ministerio decide si concede o deniega las solicitudes de financiación de los ministros. El ministerio también calcula el presupuesto del Estado para el año siguiente. El Parlamento debe votar todas las aplicaciones de la ley de finanzas.

## Separación de poderes
Los miembros del Gobierno francés no pueden ocupar ningún puesto de dirección laboral o comercial a nivel nacional, ningún empleo público ni ninguna actividad profesional. Estas restricciones se aplican para aliviar la presión e influencia externas sobre los ministros, y permitirles centrarse en su labor gubernamental. A pesar de estas restricciones, los miembros del gobierno pueden mantener los cargos electos locales, como los de alcalde o consejero regional. Aunque la Constitución de la República Francesa no prohíbe a los ministros ser líderes de un partido político, es costumbre que los ministros no ocupen tal cargo.
El Gobierno es responsable ante el Parlamento francés. En particular, el gobierno debe asumir la responsabilidad de sus actos ante la Asamblea Nacional, y ésta puede destituir al gobierno con una moción de censura. El gobierno no puede funcionar durante el mandato del presidente (interino), ya que ese cargo se otorga al presidente del Senado o al primer ministro, lo que compromete la separación de poderes. Si el gobierno decide lanzar una operación armada con una duración superior a cuatro meses, debe consultar primero al parlamento y solicitar una autorización. El primer ministro puede convocar al Parlamento a sesiones extraordinarias, o añadir días de sesión adicionales al calendario legislativo.

## Gobierno actual
Ministerios
Los nombres de los ministerios cambian a menudo en Francia. Esta es una lista de los ministerios actuales:
- Ministerio del Interior y del Ultramar
- Ministerio de Justicia
- Ministerio de Deportes y de los Juegos Olímpicos y Paralímpicos
- Ministerio de Europa y Asuntos Exteriores
- Ministerio de las Fuerzas Armadas
- Ministerio de Cohesión Territorial y Relaciones con las Administraciones Locales
- Ministerio de Solidaridad y Familias
- Ministerio de Economía, Finanzas y de Soberanía Industrial y Digital
- Ministerio para la Transición Ecológica y la cohesión de los territorios
- Ministerio de Cultura
- Ministerio de Trabajo, Pleno Empleo e Inclusión Económica
- Ministerio de Educación Nacional y Juventud
- Ministerio de Agricultura y de Soberanía Alimentaria
- Ministerio de Transformación del Sector Público y de la Función Pública
- Ministerio de Enseñanza Superior e Investigación